# Bernardo Medina del Pomar

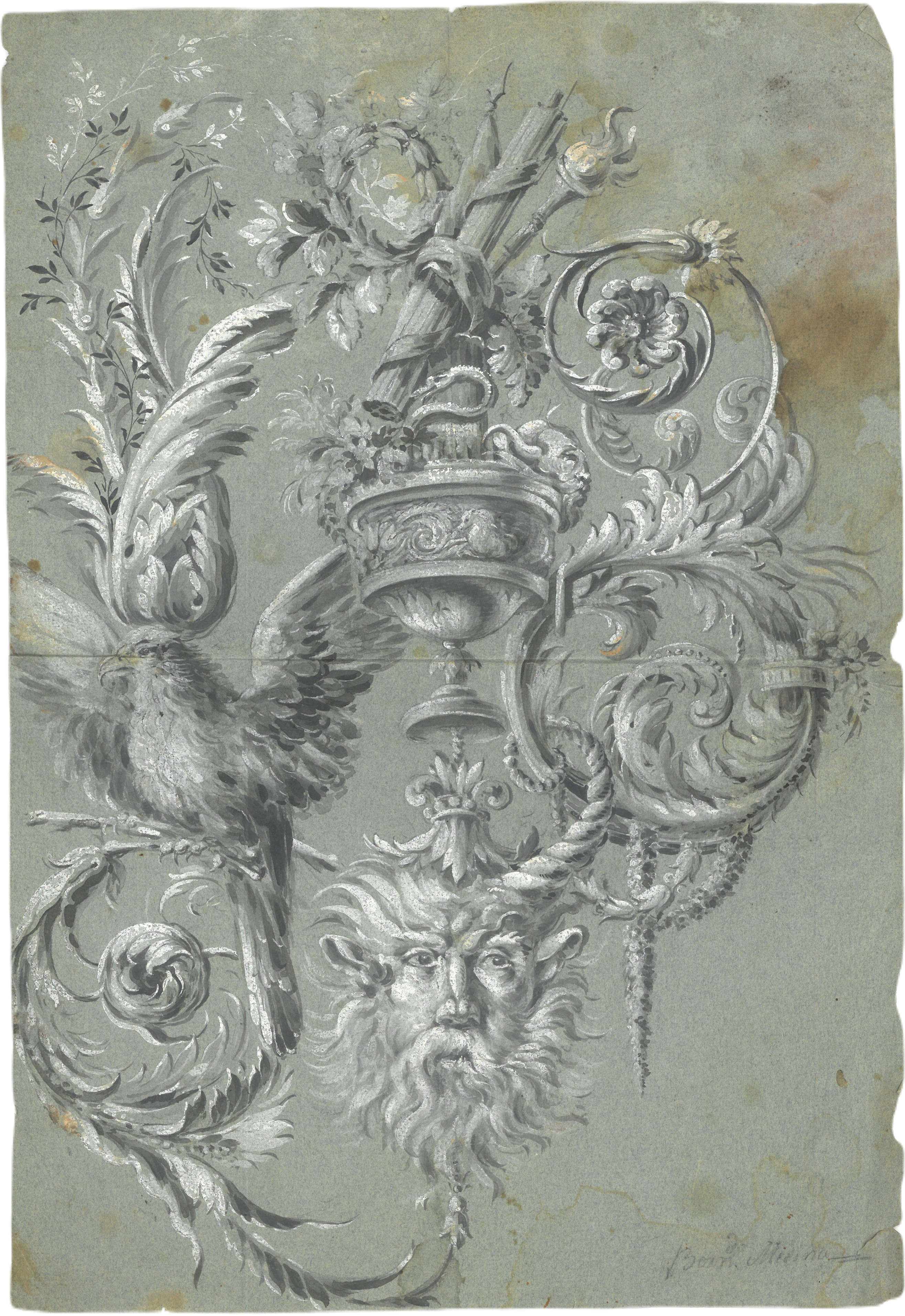
Diseño de Bernardo Medina del Pomar (último cuarto del)

Bernardo Medina del Pomar fue un destacado dibujante y pintor español especializado en la pintura de flores y ornamentos, documentado entre 1773 y 1815 en la ciudad de Valencia.
Su figura ha sido poco estudiada dentro de la historiografía artística valenciana aunque afortunadamente, los estudios de Mª José López Terrada, Salvador Aldana Fernández y muy especialmente de Maxim García Conejos, han rescatado al pintor del olvido en el contexto de la Escuela Valenciana de Flores, permitiendo recuperar y valorar su trabajo.

## Biografía
Era natural de Valencia y según parece, nació hacia 1750. Desde bien joven, se formó en el dibujo con Luis Domingo y José Vergara. Superada la fase de aprendizaje, se introdujo en la pintura de flores adaptadas a las industrias sederas. Es conocido fundamentalmente por ser el primer académico de mérito en pintura de flores de la Real Academia de Bellas Artes de San Carlos.
En 1773 opositaba al concurso de grabado en la Academia. En 1784 fue nombrado Académico de Mérito de la corporación valenciana en la sección de pintura de flores. En 1800 se tituló en agrimensura por la propia Academia de Bellas Artes de San Carlos. En 1815, y con motivo de la jubilación de Benito Espinós, se presentó al cargo de director de la Sala de Flores de la Real Academia de San Carlos, puesto que finalmente ocupó José Antonio Zapata. Desde entonces, no se tienen más registros sobre su vida o su fallecimiento.
No se conservan muchas obras del pintor, la mayoría de ellas vinculados al diseño textil y la pintura de flores. El Museo de Bellas Artes de Valencia es poseedor de sendos dibujos de su mano. Además de dibujos aplicados a textiles, también realizó obra grabada en colaboración de otros artistas valencianos como Francisco Jordán. 
Su actividad artística no se limitó a los concursos, sino que también colaboró con importantes fabricantes y comerciantes. A lo largo de su carrera, Medina también trabajó en importantes encargos para la Casa Real y participó en el diseño de tejidos y cortinajes para la corte española.

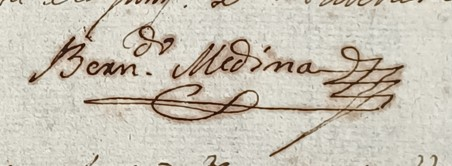
Firma de Bernardo Medina del Pomar (1800)